# Новокраснівка (Ровеньківський район)
Новокра́снівка (до 1861 — Кутейникова) — село в Україні, у Ровеньківській міській громаді Ровеньківського району Луганської області. Населення становить 273 особи. Орган місцевого самоврядування — Бобриківська сільська рада.

## Історія
Станом на 1873 рік у селищі Бобриківської волості Міуського округу Області Війська Донського мешкало 1026 осіб, налічувалось 171 дворове господарство й 3 окремих будинки, 58 плугів, 250 коней, 252 пари волів, 514 звичайних і 2839 тонкорунних овець.
За переписом 1897 року кількість мешканців зросла до 1152 осіб (554 чоловічої статі та 598 — жіночої), з яких всі — православної віри.

## Населення
За даними перепису 2001 року населення села становило 273 особи, з них 86,81% зазначили рідною українську мову, а 13,19% — російську.